# ملفين إم ويبر
ملفين إم. ويبر (بالإنجليزية: Melvin M. Webber)‏ من هارتفورد، كونيتيكت، ولد في 6 مايو 1920، وتوفي في بيركلي في 25 نوفمبر 2006. كان مصممًا ومنظرًا حضريًا، ومرتبطًا طوال معظم حياته العملية بجامعة كاليفورنيا في بيركلي، ولكن عمله كان مهمًا عالميًا. وكان مديرًا لمركز النقل بالجامعة، ومؤلفًا لأوراق نظرية كلاسيكية وتقارير استشارية رئيسية، ومساهمًا نشطًا في المناقشات حول سياسة النقل والتنمية الإقليمية ونظرية التخطيط.

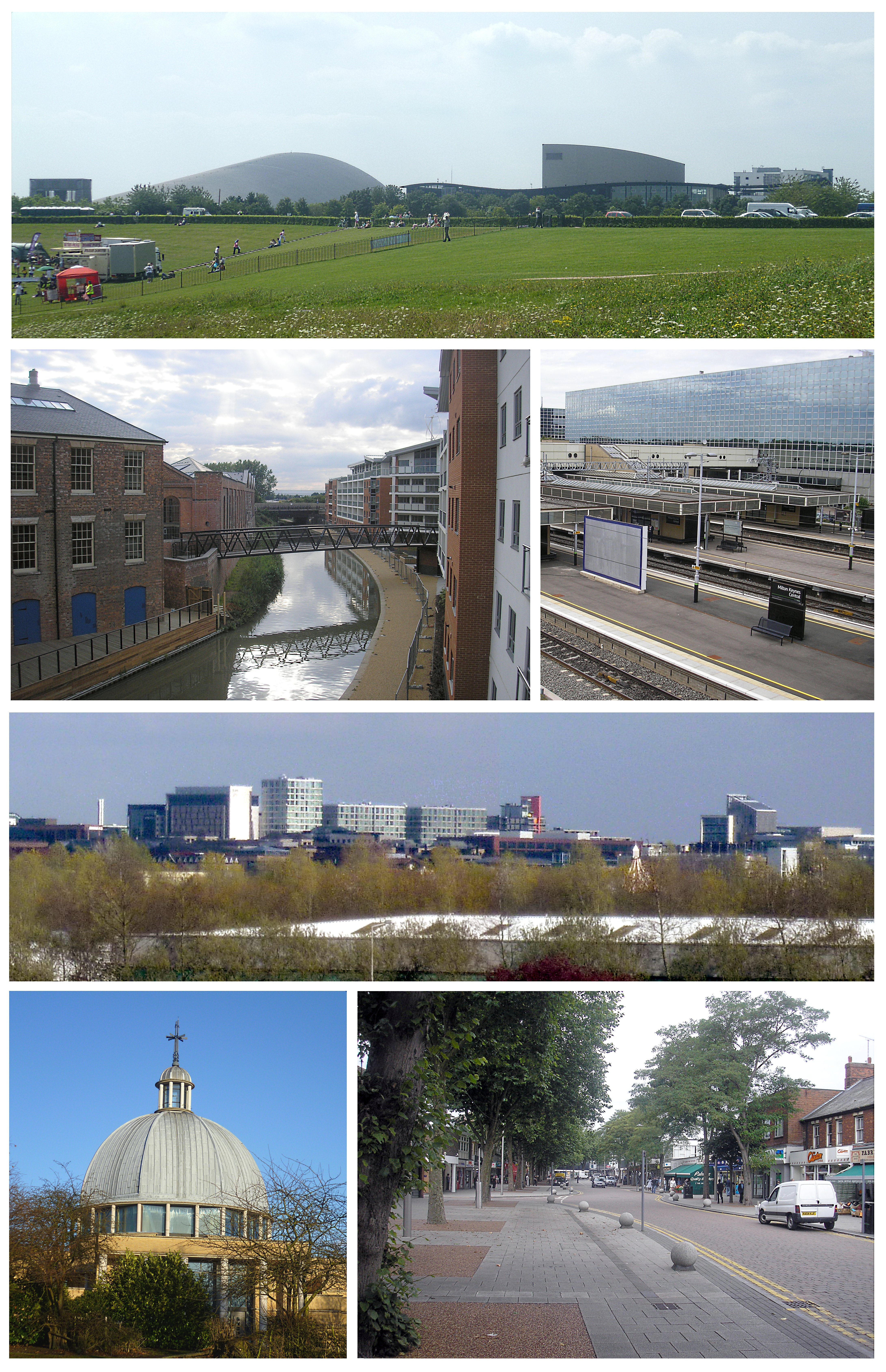
مجموعة صور من بلدة ميلتون كينز

كانت أهم أعماله في الستينيات والسبعينيات حين رسخ فكرة عن مدن المستقبل، والتي تكيفت مع عصر الاتصالات والتنقل الجماعي بالسيارات. ولن تكون هذه المدن مجتمعات مركزية متراصة كما في الماضي، بل ستكون مناطق حضرية ذات ارتباطات متعددة. ومن أهم أعمال ويبر هو مقاله لعام 1964 بعنوان "المكان الحضري والمجال الحضري غير المكاني" حددت هذه المقالة شروط الكثير من أعماله لاحقًا وقدمت فكرة "المجتمع بدون تجاور"، حيث تكون المدن مجموعات من المستوطنات، ويحدّد المجال الحضري لسكانها من خلال الروابط الاجتماعية والشبكات الاقتصادية في "المجال الحضري غير المكاني". طور مقالته في عام 1974 "التخطيط المتساهل" فكرة أن علماء المناطق الحضرية يجب أن يكونوا عناصر تمكين وليس مصممين أو متحكمين، وذلك باستخدام نهج هندسي لحل مشكلات التخطيط الحضري. في تلك الورقة، انتقد المصممين الحضريين لاستيعابهم "مفاهيم وأساليب التصميم من الهندسة المدنية والعمارة".
كان ويبر معروفًا أيضًا بتعاونه مع زميله في بيركلي، هورست ريتيل [الإنجليزية] في بحثهم الأساسي في عام 1973 حول المشكلات المعقدة، تلك التي تتحدى الحلول الجاهزة من خلال التطبيق المباشر للعقلانية العلمية.
شارك فيما بعد في تطوير وسائل النقل العام، ويبدو أنه ندم على نتائج تركيزه السابق على السيارات، على الرغم من أن نظرياته تنطبق على التخطيط لوسائل النقل بالإضافة إلى النهج القائم على السيارات في الحياة الحضرية. أحد الأمثلة الأكثر تطورًا لأفكاره هو تصميم ميلتون كينز، وهي مدينة مخططة في إنجلترا، مبنية على خطة شبكة مطورة وجذرية من عام 1967، حيث وصف كبير المهندسين المعماريين (ديريك ووكر) ويبر بأنه "والد المدينة".

## المنشورات
- ريتل، H.W.J. وم.م. ويبر، 1973. "المشكلات في نظرية عامة للتخطيط". علوم السياسات 4(2): 155-169.